# Боз (Узбекистан)
Боз (колишній Насретдін-Бек; узб. Бўз, Boʻz) — селище в Узбекистані, центр Бозького району Андижанської області.
Населення становить 12,7 тис. осіб (2004), 9294 осіб (перепис 1989).
Статус міського селища з 1980 року.